# Inis Neziri
Inis Neziri (ur. 12 stycznia 2001 w Tiranie) – albańska piosenkarka.

## Życiorys
W 2013 roku została zwyciężczynią 5. edycji programu Little Genius.
W 2017 roku uczestniczyła w 56. edycji festiwalu muzycznego Festivali i Këngës.
W 2018 i 2019 roku wzięła udział w festiwalu muzycznym Kënga Magjike.
W 2020 roku wzięła udział w 59. edycji festiwalu muzycznego Festivali i Këngës.

## Teledyski[1]
| Rok  | Teledysk |
| ---- | -------- |
| 2019 | E theve  |
| 2021 | MWM      |